# Tenupedunculus haswelli
Tenupedunculus haswelli is een pissebed uit de familie Stenetriidae. De wetenschappelijke naam van de soort is voor het eerst geldig gepubliceerd in 1886 door Frank Evers Beddard.